# Église Saint-Étienne de Beaumont (Québec)
L'église Saint-Étienne est un lieu de culte catholique situé au cœur du village de Beaumont au Québec (Canada). Cette église a été construite entre 1726 et 1739 dans le but de remplacer une église en bois construite en 1694 sur le même emplacement. Elle a été construite par le maçon Jean-Baptiste Maillou dit Desmoulins, avec l'aide du maçon Jean-Baptiste Nado et des charpentiers Auguste et Joseph Couture. Elle sera brièvement occupée par les troupes britanniques de Robert Monckton en 1759 et contrairement à plusieurs édifices de la Côte-du-Sud, elle ne sera pas incendiée. Elle est l'un des rares exemples subsistant des petites églises rurales des XVIIe et XVIIIe siècles au Québec. Elle est située depuis 1997 dans le site du patrimoine du Village-de-Beaumont et elle a été classée comme immeuble patrimonial en 2017.

## Histoire
Les seigneuries de Beaumont et de Vincennes sont concédées en 1672. Une mission est créée en 1692, celle-ci est promue en paroisse en 1714. Une première église en bois est construite en 1694. En 1721, l'intendant Michel Bégon de La Picardière ordonne aux habitants le remplacement de l'église. Les travaux de construction ne débutent cependant qu'en 1726. Les travaux sont confiés aux maçons Jean-Baptiste Maillou dit Desmoulins (1668-1753) et Jean-Baptiste Nado et aux charpentiers Auguste et Joseph Couture. Les travaux avancent cependant si lentement que l'archidiacre et vicaire général Eustache Chartier de Lotbinière (en) publie des ordonnances pour faire avancer les travaux. L'église est ouverte au culte en 1733, mais il faut attendre en 1739 pour que la voute soit terminée.
Les troupes britanniques dirigées par Robert Monckton apposent sur l'église le 29 juin 1759 un manifeste du général James Wolfe invitant les Canadiens à ne pas prendre part au conflit. L'église est préservée des actes de destruction que les soldats britanniques feront ailleurs dans la région.